# Queensferry (Regno Unito)
Queensferry (in gallese: Y Fferi Isaf) è una cittadina del Galles nord-orientale, facente parte della contea di Flintshire (contea cerimoniale: Clwyd) e situata nel Deeside, l'area industrializzata al confine con l'Inghilterra posta lungo l'estuario del fiume Dee (che qualche chilometro più avanti sfocia nella baia di Liverpool).

## Geografia fisica
Queensferry si trova nella parte sud-orientale del Flintshire, ad appena 10 km ad ovest/nord-ovest di Chester (Inghilterra) e a circa 20 km a sud-est di Holywell.

## Monumenti e luoghi d'interesse

### Ponte del Giubileo
Tra i monumenti principali di Queensferry, figura il Ponte del Giubileo, conosciuto anche come Queensferry Bridge o Blue Bridge, un ponte mobile in acciaio, costruito tra il 1925 e il 1927 al posto del Victoria Jubilee Bridge (risalente al 1897).

### Greenacres Animal Park
Un'altra attrazione di Queensferry è il Greenacres Animal Park, un parco che ospita animali da fattoria, situato a un miglio dal centro cittadino.